# 德米特里·德米特里耶維奇·馬克蘇托夫
德米特里·德米特里耶維奇·馬克蘇托夫（羅馬化：Dmitry Dmitrievich Maksutov；1896年4月23日—1964年8月12日），蘇聯光學工程師和業餘天文學家。他以發明馬克蘇托夫望遠鏡而聞名。

## 生平
馬克蘇托夫於1896年生於俄羅斯帝國尼古拉耶夫或敖得薩，今日兩地都屬於烏克蘭。馬克蘇托夫來自一個有長久海軍優秀傳統的家庭，他的父親是一位任職於黑海艦隊的海軍軍官。曾祖父彼得·伊萬諾維奇·馬克蘇托夫因為在戰爭中的英勇表現，被授予親王爵位成為世襲貴族。祖父德米特里·彼得羅維奇·馬克蘇托夫是俄屬北美最後一任總督，並擔任該職至該地於1867年售予美國為止。
馬克蘇托夫童年時就對天文學感興趣，並在12歲時製造了一個口徑18公分的反射望遠鏡，這也是他的第一個望遠鏡。之後他閱讀了後來成為他的老師的著名俄羅斯光學設計家 （1865年－1924年）出版的作品，製作了更好的口徑21公分反射望遠鏡作為他的第二個望遠鏡，並進行了嚴謹的天文觀測。15歲時他成為俄國天文學會會員。三年後他畢業於位於聖彼得堡以軍事技術為主的尼古拉耶夫工程學院。1921到1930年間馬克蘇托夫在敖德薩大學物理研究所的天文光學部門任職。
1930年馬克蘇托夫在位於列寧格勒的瓦維洛夫國立光學研究所建立了天文光學實驗室，並擔任該實驗室主任直到1952年，該實驗室是蘇聯居領導地位的天文研究團隊之一。馬克蘇托夫任職該實驗室期間於1932年發表論文《無像差反射面與系統，和新的測試方法》，他在該文中分析了消球面像差的雙重面鏡系統，並介紹了他早在1924年就提出的補償方式。馬克蘇托夫的方式和陰影法成為面鏡研究的主要控制方法。1944年馬克蘇托夫因為他的著名論文而成為教授，並且在1946年擔任蘇聯科學院通訊院士。1952年起他任職於普爾科沃天文台。1964年他在列寧格勒去世。

## 發明

馬克蘇托夫望遠鏡光路圖。

馬克蘇托夫-卡塞格林式望遠鏡光路圖。

馬克蘇托夫在光學上最著名的貢獻就是在1941年發明了馬克蘇托夫望遠鏡。該種望遠鏡的設計就像施密特攝星儀一樣在主鏡前方放置一個修正板。不過施密特攝星儀是使用非球面透鏡，馬克蘇托夫望遠鏡是使用與主鏡口徑相同的高度彎曲的負凹凸透鏡（彎月型透鏡），即彎月形修正板。馬克蘇托夫在1944年發表論文《使用凹凸透鏡的新折反射式系統》（Новые катадиоптрические менисковые системы）介紹了他設計的望遠鏡。馬克蘇托夫的設計不只是被他的實驗室裝設在許多蘇聯境內的重要天文台，在國際上也被大量應用。數家商業望遠鏡製造商，例如星特朗、米德儀器和魁星公司也製造這一型望遠鏡。
除了望遠鏡以外，馬克蘇托夫還製作出了各種尺寸和用途的大量物鏡、反射鏡和稜鏡。他還製作出了一台可用來觀察胃部的攝影式胃蠕動描記器、一台針型顯微鏡、配合空氣動力管的陰影儀、望遠鏡式眼鏡等其他儀器。

## 榮譽與獎項
- 1941年和1946年史達林獎
- 1945年和1948年列寧勳章
- 1943年 The Badge of Honour
- 1958年布魯塞爾世界博覽會 Grand Prix

## 命名事物
- 月球上的馬克蘇托夫環形山
- 小行星2568

## 外部連結
- Biography （页面存档备份，存于） - on the website of Vavilov State Optical Institute
- Dmitri Maksutov: The Man and His Telescopes
- Dmitri Maksutov - Telescopes in History